# Leptepania japonica
Leptepania japonica là một loài bọ cánh cứng trong họ Cerambycidae.